# دوروثي رايس سيمز
دوروثي رايس سيمز (بالإنجليزية: Dorothy Rice Sims)‏ هي طيارة وصحفية ومراسلة وكاتِبة أمريكية، ولدت في 24 يونيو 1889 في اسبيري بارك في الولايات المتحدة، وتوفيت في 24 مارس 1960 في القاهرة في مصر بسبب نوبة قلبية.

## وصلات خارجية
- دوروثي رايس سيمز على موقع IMDb (الإنجليزية)